# Zomia
Zomia ist ein geographischer Begriff, der 2002 durch den niederländischen Historiker Willem van Schendel an der Universität von Amsterdam geprägt wurde. Mit Zomia bezeichnete er einen großen Teil des Hochland-Territoriums in Südostasien – eine knapp 2,5 Millionen Quadratkilometer große Zone einschließlich des tibetischen Hochlandes – deren Bewohner sich standardmäßig oder häufig der Autorität der Staaten, zu denen ihr Gebiet zählt, verweigerten oder zu entziehen vermochten und daher lange außerhalb staatlicher Verwaltungen lag, z. T. noch heute liegt.
In seinem Buch „The Art of Not Being Governed: An Anarchist History of Upland Southeast Asia“ analysiert James C. Scott (1936–2024) Zomia als letzte Erfahrung politischer Autonomie, die sich im Raum erstreckt und in der Zeit besteht und dabei in der Lage sei, dem „Fortschritt“ bis vor kurzem Einhalt zu gebieten: der Autonomie von ethnischen Gruppen wie den Hmong (Meo, Miao) oder Kachin in den Bergländern von Südostasien.

## Etymologie
Der Name leitet sich vom tibetobirmanischen "Zomi" für das Hochland und seine Bewohner ab.